# Pochyta major
Pochyta major là một loài nhện trong họ Salticidae.
Loài này thuộc chi Pochyta. Pochyta major được Eugène Simon miêu tả năm 1902.